# Аплодонтия
Аплодонтия, или горный бобр (лат. Aplodontia rufa) — вид млекопитающих из отряда грызунов, единственный в роде аплодонтий (Aplodontia) и семействе аплодонтовых (Aplodontiidae). Это наиболее примитивный и наиболее древний из современных грызунов, имеющий родство с семейством беличьих. Научное название Aplodontia в переводе с греческого означает «простой зуб».

## Внешний вид
Это коренастый плотный грызун средних размеров, похожий на крупного хомяка или ондатру. Длина его тела 30—47 см. Хвост короткий, не более 4 см. Масса — порядка 0,9—1,6 кг. Самцы несколько крупнее самок. Это неуклюжее животное с крупной головой и короткими ногами. Глаза маленькие. Ушные раковины короткие, округлые. На щеках — пучки длинных вибрисс. Конечности стопоходящие, 5-палые; но на передних конечностях I палец очень короткий. Передние лапы вооружены мощными роющими когтями. Волосяной покров густой, грубый и довольно короткий; на спине шерсть стоит вертикально. Окрас на спине серовато- или красновато-бурый, на брюшке светлее. У основания ушей — по пятну голой кожи. С возрастом аплодонтии сереют. Линька в течение года одна: она начинается в июле—августе и продолжается 2—3 месяца.
Череп массивный, широкий, уплощённый. Нижняя челюсть очень мощная. Скуловые дуги широко расставлены. Зубов 22; щёчные зубы с постоянным ростом. Предкоренные и коренные зубы обладают уникальными отростками, по которым зубы аплодонтии легко отличить от зубов других млекопитающих. В верхнем ряду зубов отросток направлен в сторону щеки, в нижнем — в сторону языка. Есть анальная железа, выделяющая секрет с характерным мускусным запахом. Сосков 3 пары. У самцов имеется бакулюм. Семенники находятся в брюшной полости, но в сезон размножения образуется полумошонка.

## Распространение и подвиды
Аплодонтия распространена вдоль Тихоокеанского побережья Северной Америки от юга Британской Колумбии до центральной Калифорнии.
Существуют 7 подвидов аплодонтии:
- A. r. californica — горы Сьерра-Невада в северной Калифорнии,
- A. r. humboldtiana — крайний северо-запад Калифорнии,
- A. r. nigra — юг округа Мендосино, Калифорния,
- A. r. pacifica — побережье Орегона,
- A. r. phaea — небольшой район к северо-западу от Сан-Франциско,
- A. r. rainieri — Каскадные горы, от юга Британской Колумбии до северной Калифорнии,
- A. r. rufa — побережье Вашингтона, включая полуостров Олимпик.

## Образ жизни и питание
Аплодонтии селятся в густых лесах с кустарниковым подлеском и зарослями папоротников, где есть влажная, рыхлая, пригодная для рытья почва. В горы поднимается до высоты 2750 м над уровнем моря. Наиболее многочисленны в листопадных лесах, реже встречаются в хвойных, где растут дугласова пихта и западная тсуга. Иногда их находят в сырых оврагах и низинах в городской черте. Часто встречаются по берегам небольших речек и ручьёв. Ведут ночной образ жизни, но в пасмурные дни выходят на поверхность и днём.

### Система туннелей
Аплодонтия живёт в основном под землёй. В почвенном горизонте она прокладывает сложную систему туннелей диаметром около 15—20 см, которые обычно расходятся радиально от центральной гнездовой камеры. Их общая площадь может достигать 0,8 га и иногда пересекаться с туннелями соседей. Подземные ходы сообщаются с поверхностью множество (до 30) выходами, прикрытыми растительностью. Гнездовая камера, выстланная сухими листьями и травой поверх веток, располагается на глубине 1—1,5 м. Отнорки гнездовой камеры служат уборными. Рядом находится кормовая камера. Обычно зверёк не удаляется от своего гнезда далее 15 м. Когда туннели после сильного дождя заполняются водой, аплодонтия их временно покидает. Плавает этот зверёк хорошо. Зимой она прокладывает туннели в снегу, изредка поднимаясь на поверхность. В спячку не впадает. Аплодонтия защищает свои туннели от других аплодонтий.
В пустых норах горных бобров селятся самые разные животные: длиннохвостая ласка, горностай, американская норка, илька, американский барсук, еноты, восточный пятнистый скунс (Spilogale gracilis), полосатый скунс, щетинистый кролик (Sylvilagus bachmani), беляк американский, красные белки, западный полутушканчик, разнообразные полёвки (родов Microtus, Phenacomys, Myodes), белоногие хомячки, древесные крысы (Neotoma), западные гоферы, американский землеройковый крот, западноамериканские кроты и тихоокеанские амбистомы.

### Рацион
Питается аплодонтия исключительно растительными кормами, включая надземные и подземные части папоротников (её излюбленная пища — многорядники и орляки), крапивы, американской малины, кизила, барбариса, клёна, ив, красной ольхи, дугласовой пихты. Объедает также рододендроны и другие декоративные многолетники, кустарники и деревца.
Листья и стебли растений аплодонтия складывает в стожки около норы либо уносит в подземные камеры. Запасает пищи намного больше, чем съедает, и остатки несъеденных запасов выбрасывает наружу при чистке норы. У деревьев сгрызает кору, особенно зимой. Куски коры тоже уносит в кладовые. Веточки и молодые деревца срезает одним косым укусом. Некоторые срезанные растения оставляет на открытых местах для сушки, а когда они высохнут, использует для выстилки гнездовой камеры. На вид неуклюжая, аплодонтия поднимается по кустам и древесному подросту до 6 м в высоту, чтобы добраться до тонких веток.
У горных бобров примитивные почки, и им приходится часто и помногу пить (до 1/3 собственного веса в день). Это объясняет привязанность аплодонтий к влажным лесам умеренной зоны, где достаточно воды. Они поедают собственные мягкие экскременты, чтобы получить максимум питательных веществ. Твёрдые экскременты горные бобры в зубах переносят в подземные уборные, поэтому обнаружить их на поверхности достаточно сложно.

### Другое
Аплодонтия плохо видит и слышит, но обладает развитым обонянием и осязанием. Издаёт самые разные звуки: свист, грубый звук с придыханием; во время драк визжит и щёлкает зубами; схваченная, громко кричит и воет. Походка её медлительная, но может переходить в галоп. Кормясь, аплодонтия садится подобно белке на задние лапы, держа пищу передними.
На горных бобров охотятся рыжие рыси, койоты, беркуты и крупные совы, изредка — пумы и медведи. Горностаи, ласки и американские норки поедают молодняк. Среди паразитирующих на горных бобрах насекомых — самая крупная в мире блоха Hystrichopsylla schefferi, самки которой достигают в длину 8 мм.

## Размножение
В январе—марте у горных бобров наступает брачный период. Беременность длится 28—30 дней, заканчиваясь рождением 2—4 детёнышей. Новорожденные слепы и безволосы, весом ок. 25 г. Глаза у них открываются примерно на 10 день. Лактация длится 6—8 недель; к концу июня молодые аплодонтии покидают гнездо. Половой зрелости самки достигают в 2 года. Продолжительность жизни значительная для грызунов — 5—10 лет.

## Статус популяции
Поедая растительность и подгрызая деревья, аплодонтия наносит некоторый ущерб сельскохозяйственным и огородным культурам, лесным посадкам и садам. Её присутствие в садах и огородах нежелательно, однако в горных лесах, подгрызая деревья и подрост, аплодонтия создаются открытые поляны с обильными кормами для оленей и других диких копытных. В целях борьбы с этим зверьком используются гербициды, ловушки, отравленные приманки.
Это животное считают «живым ископаемым» из-за примитивного строения его черепа и зубов; оно практически не изменилось с доисторических времён. Согласно данным палеонтологии ветвь аплодонтовых отсоединились от беличьих в середине эоцена, когда возникли вымершие рода †Spurimus и †Prosciurus. Сам род Aplodontia появляется в конце плейстоцена в Северной Америке.
Два подвида аплодонтии, Aplodontia rufa nigra и Aplodontia rufa phaea, занесены в международную Красную книгу со статусом «уязвимый вид» (Vulnerable). Aplodontia rufa nigra — единственный вид, который встречается на прибрежных песчаных дюнах. Он водится на побережье калифорнийского округа Мендосино. Aplodontia rufa phaea водится на крутых склонах к северу от Сан-Франциско.